# Aeropuerto de Gisborne
El aeropuerto de Gisborne (IATA: GIS, OACI: NZGS) es un aeropuerto regional situado a las afueras de Gisborne, en la costa occidental de la Isla Norte, en Nueva Zelanda. Este aeropuerto es uno de los pocos en el mundo que tiene una vía férrea, la línea Palmerston North-Gilmore, cruzando la pista principal. El aeropuerto posee una sola terminal con dos plataformas.

## Grupo Eastland
El 16 de diciembre de 2004, el Consejo de Distrito de Gisborne (anterior dueño y operador del aeropuerto) votó para permitir que el grupo Eastland gestionara el aeropuerto y arrienda los activos desde el 1 de abril de 2005. El Consejo de Distrito de Gisborne posee todavía los activos. El arrendamiento dura quince años, con opción a una prolongación durante otros quince años.
Desde que se hizo cargo del aeropuerto, el grupo Eastland ha creado una nueva cafetería V2 y un nuevo logo.

## Aerolíneas y destinos
| Aerolíneas      | Destinos             |
| --------------- | -------------------- |
| Air New Zealand | Auckland, Wellington |
| Sunair          | Napier, Tauranga     |